# Ісламський культурний центр (Сімферополь)
Ісламський культурний центр «Крим» — мечеть і культурний центр міста Сімферополь. Є комплексом з 3 будівель. В одному з них розміщений офіс регіонального представництва Всеукраїнська асоціація громадських організацій «Альраїд» в Криму. Також діє регіональна громадська організація «Аль-Ахрар».

## Інфраструктура
- Молитовний зал, розрахований на приблизно 700 осіб
- Бібліотека, де зібрана численна література, компакт-диски, аудіо та відео-касети про Іслам і східну культуру
- Недільна школа з вивчення арабської мови та культури ісламського світу
- Конференц-зал
- Спортзал оснащений тренажерами, більярдом, настільним тенісом
- Жіночі гуртки рукоділля